# Omniglot
Az omniglot egy online enciklopédia, amely nyelvekkel és írásrendszerekkel foglalkozik.

## Etimológia
Az „Omniglot” név a latin omnis ("minden") előtagból, és a görög glossza (γλωσσα - "nyelv") gyökből származik.

## Történelem
A weboldalt Simon Ager brit író indította el 1998-ban, eredetileg weboldal tervező és fordítási szolgáltatásnak szánta. Ahogy Ager egyre több információt gyűjtött és adott hozzá a nyelvekről és a különböző írásrendszerekről, a projekt enciklopédiává fejlődött.
A honlap referenciaanyagokat tartalmaz mintegy 300, különböző nyelvekhez használt írásrendszerről több mint 1000 mesterséges, átalakított és kitalált írásrendszerről, valamint a nyelvtanuláshoz szükséges anyagokat.
Számos nyelven is tartalmaz segédanyagokat.
A weboldalon található anyagok szolgáltattak forrást a mesterséges intelligencia fejlesztéséhez használt írásjelek gyűjteményének, az omniglot Challenge-nek. Az Omniglot-kompendiumot megjelenése óta széles körben használják.
Az oldalon részletesen bemutatott nyelvek száma 2024 novemberében meghaladta a 2100-at.

## Fordítás
- Ez a szócikk részben vagy egészben  az   Omniglot című angol Wikipédia-szócikk ezen változatának fordításán alapul.  Az eredeti cikk szerkesztőit annak laptörténete sorolja fel. Ez a jelzés csupán a megfogalmazás eredetét és a szerzői jogokat jelzi, nem szolgál a cikkben szereplő információk forrásmegjelöléseként.